# 福济尔·穆萨耶夫
福济尔·穆萨耶夫（1989年1月2日—）是一名乌兹别克斯坦足球运动员。目前效力於磐田喜悅，他也是烏茲別克國家足球隊成員，司職中場。